# Список астероїдів (16601—16700)
| Назва                       | Тимчасове позначення | Дата відкриття    | Місце відкриття             | Відкривач                           |
| --------------------------- | -------------------- | ----------------- | --------------------------- | ----------------------------------- |
| (16601) 1993 FQ1            | 1993 FQ1             | 25 березня 1993   | Обсерваторія Кушіро         | Сейджі Уеда, Хіроші Канеда          |
| 16602 Anabuki               | 1993 FY3             | 17 березня 1993   | Обсерваторія Ґейсей         | Тсутому Секі                        |
| (16603) 1993 FG6            | 1993 FG6             | 17 березня 1993   | Обсерваторія Ла-Сілья       | UESAC                               |
| (16604) 1993 FQ10           | 1993 FQ10            | 17 березня 1993   | Обсерваторія Ла-Сілья       | UESAC                               |
| (16605) 1993 FR10           | 1993 FR10            | 17 березня 1993   | Обсерваторія Ла-Сілья       | UESAC                               |
| (16606) 1993 FH11           | 1993 FH11            | 17 березня 1993   | Обсерваторія Ла-Сілья       | UESAC                               |
| (16607) 1993 FN12           | 1993 FN12            | 17 березня 1993   | Обсерваторія Ла-Сілья       | UESAC                               |
| (16608) 1993 FA23           | 1993 FA23            | 21 березня 1993   | Обсерваторія Ла-Сілья       | UESAC                               |
| (16609) 1993 FB23           | 1993 FB23            | 21 березня 1993   | Обсерваторія Ла-Сілья       | UESAC                               |
| (16610) 1993 FV23           | 1993 FV23            | 21 березня 1993   | Обсерваторія Ла-Сілья       | UESAC                               |
| (16611) 1993 FY23           | 1993 FY23            | 21 березня 1993   | Обсерваторія Ла-Сілья       | UESAC                               |
| (16612) 1993 FF25           | 1993 FF25            | 21 березня 1993   | Обсерваторія Ла-Сілья       | UESAC                               |
| (16613) 1993 FD28           | 1993 FD28            | 21 березня 1993   | Обсерваторія Ла-Сілья       | UESAC                               |
| (16614) 1993 FS35           | 1993 FS35            | 19 березня 1993   | Обсерваторія Ла-Сілья       | UESAC                               |
| (16615) 1993 FW40           | 1993 FW40            | 19 березня 1993   | Обсерваторія Ла-Сілья       | UESAC                               |
| (16616) 1993 FB44           | 1993 FB44            | 19 березня 1993   | Обсерваторія Ла-Сілья       | UESAC                               |
| (16617) 1993 FC48           | 1993 FC48            | 19 березня 1993   | Обсерваторія Ла-Сілья       | UESAC                               |
| (16618) 1993 FX52           | 1993 FX52            | 17 березня 1993   | Обсерваторія Ла-Сілья       | UESAC                               |
| (16619) 1993 FR58           | 1993 FR58            | 19 березня 1993   | Обсерваторія Ла-Сілья       | UESAC                               |
| (16620) 1993 FE78           | 1993 FE78            | 21 березня 1993   | Обсерваторія Ла-Сілья       | UESAC                               |
| (16621) 1993 FA84           | 1993 FA84            | 23 березня 1993   | Обсерваторія Ла-Сілья       | UESAC                               |
| (16622) 1993 GG1            | 1993 GG1             | 15 квітня 1993    | Паломарська обсерваторія    | Генрі Гольт                         |
| 16623 Muenzel               | 1993 GM1             | 14 квітня 1993    | Обсерваторія Ла-Сілья       | Анрі Дебеонь                        |
| 16624 Хосідзава (Hoshizawa) | 1993 HX              | 16 квітня 1993    | Обсерваторія Кітамі         | Кін Ендате, Кадзуро Ватанабе        |
| 16625 Кунітсуґу (Kunitsugu) | 1993 HG1             | 20 квітня 1993    | Обсерваторія Кітамі         | Кін Ендате, Кадзуро Ватанабе        |
| 16626 Тампер (Thumper)      | 1993 HJ3             | 20 квітня 1993    | Обсерваторія Кітт-Пік       | Spacewatch                          |
| (16627) 1993 JK             | 1993 JK              | 14 травня 1993    | Обсерваторія Кушіро         | Сейджі Уеда, Хіроші Канеда          |
| (16628) 1993 KF             | 1993 KF              | 16 травня 1993    | Обсерваторія Кійосато       | Сатору Отомо                        |
| (16629) 1993 LK1            | 1993 LK1             | 15 червня 1993    | Паломарська обсерваторія    | Генрі Гольт                         |
| (16630) 1993 NZ1            | 1993 NZ1             | 12 липня 1993     | Обсерваторія Ла-Сілья       | Ерік Вальтер Ельст                  |
| (16631) 1993 OY3            | 1993 OY3             | 20 липня 1993     | Обсерваторія Ла-Сілья       | Ерік Вальтер Ельст                  |
| (16632) 1993 OH4            | 1993 OH4             | 20 липня 1993     | Обсерваторія Ла-Сілья       | Ерік Вальтер Ельст                  |
| (16633) 1993 OV5            | 1993 OV5             | 20 липня 1993     | Обсерваторія Ла-Сілья       | Ерік Вальтер Ельст                  |
| (16634) 1993 OD8            | 1993 OD8             | 20 липня 1993     | Обсерваторія Ла-Сілья       | Ерік Вальтер Ельст                  |
| (16635) 1993 QO             | 1993 QO              | 20 серпня 1993    | Паломарська обсерваторія    | Е. Гелін                            |
| (16636) 1993 QP             | 1993 QP              | 23 серпня 1993    | Паломарська обсерваторія    | Е. Гелін, Кеннет Лоренс             |
| (16637) 1993 QP2            | 1993 QP2             | 16 серпня 1993    | Коссоль                     | Ерік Вальтер Ельст                  |
| (16638) 1993 QN3            | 1993 QN3             | 18 серпня 1993    | Коссоль                     | Ерік Вальтер Ельст                  |
| (16639) 1993 QD4            | 1993 QD4             | 18 серпня 1993    | Коссоль                     | Ерік Вальтер Ельст                  |
| (16640) 1993 QU9            | 1993 QU9             | 20 серпня 1993    | Обсерваторія Ла-Сілья       | Ерік Вальтер Ельст                  |
| 16641 Естебан (Esteban)     | 1993 QH10            | 16 серпня 1993    | Паломарська обсерваторія    | Керолін Шумейкер, Юджин Шумейкер    |
| (16642) 1993 RK4            | 1993 RK4             | 15 вересня 1993   | Обсерваторія Ла-Сілья       | Ерік Вальтер Ельст                  |
| (16643) 1993 RV15           | 1993 RV15            | 15 вересня 1993   | Обсерваторія Ла-Сілья       | Анрі Дебеонь, Ерік Вальтер Ельст    |
| (16644) 1993 SH1            | 1993 SH1             | 16 вересня 1993   | Обсерваторія Кітамі         | Кін Ендате, Кадзуро Ватанабе        |
| 16645 Aldalara              | 1993 SP3             | 22 вересня 1993   | Мерида (Венесуела)          | Орландо Наранхо                     |
| 16646 Спаррман (Sparrman)   | 1993 SJ5             | 19 вересня 1993   | Коссоль                     | Ерік Вальтер Ельст                  |
| (16647) 1993 SQ6            | 1993 SQ6             | 17 вересня 1993   | Обсерваторія Ла-Сілья       | Ерік Вальтер Ельст                  |
| (16648) 1993 SH7            | 1993 SH7             | 17 вересня 1993   | Обсерваторія Ла-Сілья       | Ерік Вальтер Ельст                  |
| (16649) 1993 TY1            | 1993 TY1             | 15 жовтня 1993    | Обсерваторія Кітамі         | Кін Ендате, Кадзуро Ватанабе        |
| (16650) 1993 TE3            | 1993 TE3             | 11 жовтня 1993    | Обсерваторія Кітамі         | Кін Ендате, Кадзуро Ватанабе        |
| (16651) 1993 TS11           | 1993 TS11            | 13 жовтня 1993    | Паломарська обсерваторія    | Генрі Гольт                         |
| (16652) 1993 TT12           | 1993 TT12            | 13 жовтня 1993    | Паломарська обсерваторія    | Генрі Гольт                         |
| (16653) 1993 TP19           | 1993 TP19            | 9 жовтня 1993     | Обсерваторія Ла-Сілья       | Ерік Вальтер Ельст                  |
| (16654) 1993 TY29           | 1993 TY29            | 9 жовтня 1993     | Обсерваторія Ла-Сілья       | Ерік Вальтер Ельст                  |
| (16655) 1993 TS33           | 1993 TS33            | 9 жовтня 1993     | Обсерваторія Ла-Сілья       | Ерік Вальтер Ельст                  |
| (16656) 1993 TP37           | 1993 TP37            | 9 жовтня 1993     | Обсерваторія Ла-Сілья       | Ерік Вальтер Ельст                  |
| (16657) 1993 UB             | 1993 UB              | 23 жовтня 1993    | Обсерваторія Сайдинг-Спрінг | Роберт Макнот                       |
| (16658) 1993 UD1            | 1993 UD1             | 26 жовтня 1993    | Фарра-д'Ізонцо              | Фарра-д'Ізонцо                      |
| (16659) 1993 UH1            | 1993 UH1             | 19 жовтня 1993    | Паломарська обсерваторія    | Е. Гелін                            |
| (16660) 1993 US7            | 1993 US7             | 20 жовтня 1993    | Обсерваторія Ла-Сілья       | Ерік Вальтер Ельст                  |
| (16661) 1993 VS1            | 1993 VS1             | 11 листопада 1993 | Обсерваторія Кушіро         | Сейджі Уеда, Хіроші Канеда          |
| (16662) 1993 VU1            | 1993 VU1             | 11 листопада 1993 | Обсерваторія Кушіро         | Сейджі Уеда, Хіроші Канеда          |
| (16663) 1993 VG4            | 1993 VG4             | 11 листопада 1993 | Обсерваторія Кушіро         | Сейджі Уеда, Хіроші Канеда          |
| (16664) 1993 VO4            | 1993 VO4             | 9 листопада 1993  | Коссоль                     | Ерік Вальтер Ельст                  |
| (16665) 1993 XK             | 1993 XK              | 8 грудня 1993     | Обсерваторія Оїдзумі        | Такао Кобаяші                       |
| 16666 Лірома (Liroma)       | 1993 XL1             | 7 грудня 1993     | Паломарська обсерваторія    | Керолін Шумейкер                    |
| (16667) 1993 XM1            | 1993 XM1             | 10 грудня 1993    | Обсерваторія Кітт-Пік       | Spacewatch                          |
| (16668) 1993 XN1            | 1993 XN1             | 15 грудня 1993    | Обсерваторія Оїдзумі        | Такао Кобаяші                       |
| 16669 Ріонуево (Rionuevo)   | 1993 XK3             | 8 грудня 1993     | Паломарська обсерваторія    | Керолін Шумейкер, Девід Леві        |
| (16670) 1994 AS2            | 1994 AS2             | 14 січня 1994     | Обсерваторія Оїдзумі        | Такао Кобаяші                       |
| (16671) 1994 AF3            | 1994 AF3             | 13 січня 1994     | Обсерваторія Кітамі         | Кін Ендате, Кадзуро Ватанабе        |
| 16672 Бедіна (Bedini)       | 1994 BA1             | 17 січня 1994     | Обсерваторія Азіаґо         | Андреа Боаттіні, Маура Томбеллі     |
| (16673) 1994 BF1            | 1994 BF1             | 23 січня 1994     | Обсерваторія Оїдзумі        | Такао Кобаяші                       |
| 16674 Birkeland             | 1994 BK3             | 16 січня 1994     | Коссоль                     | Ерік Вальтер Ельст, Крістіан Поллас |
| (16675) 1994 CY1            | 1994 CY1             | 8 лютого 1994     | Обсерваторія Кітамі         | Кін Ендате, Кадзуро Ватанабе        |
| (16676) 1994 CA5            | 1994 CA5             | 11 лютого 1994    | Обсерваторія Кітт-Пік       | Spacewatch                          |
| (16677) 1994 CT11           | 1994 CT11            | 7 лютого 1994     | Обсерваторія Ла-Сілья       | Ерік Вальтер Ельст                  |
| (16678) 1994 CC18           | 1994 CC18            | 8 лютого 1994     | Обсерваторія Ла-Сілья       | Ерік Вальтер Ельст                  |
| (16679) 1994 EQ2            | 1994 EQ2             | 14 березня 1994   | Обсерваторія Кійосато       | Сатору Отомо                        |
| (16680) 1994 EP3            | 1994 EP3             | 14 березня 1994   | Обсерваторія Кітамі         | Кін Ендате, Кадзуро Ватанабе        |
| (16681) 1994 EV7            | 1994 EV7             | 11 березня 1994   | Паломарська обсерваторія    | Е. Гелін                            |
| 16682 Донаті (Donati)       | 1994 FB              | 18 березня 1994   | Сормано                     | Марко Каваня, В. Джуліані           |
| 16683 Алепієрі (Alepieri)   | 1994 JY              | 3 травня 1994     | Обсерваторія Пістоїєзе      | Лучано Тезі, Ґабріеле Каттані       |
| (16684) 1994 JQ1            | 1994 JQ1             | 11 травня 1994    | Обсерваторія Ла-Пальма      | Майкл Ірвін, Анна Зітков            |
| (16685) 1994 JU8            | 1994 JU8             | 8 травня 1994     | Обсерваторія Кійосато       | Сатору Отомо                        |
| (16686) 1994 PL9            | 1994 PL9             | 10 серпня 1994    | Обсерваторія Ла-Сілья       | Ерік Вальтер Ельст                  |
| (16687) 1994 PN20           | 1994 PN20            | 12 серпня 1994    | Обсерваторія Ла-Сілья       | Ерік Вальтер Ельст                  |
| (16688) 1994 PN21           | 1994 PN21            | 12 серпня 1994    | Обсерваторія Ла-Сілья       | Ерік Вальтер Ельст                  |
| 16689 Вісла (Vistula)       | 1994 PZ26            | 12 серпня 1994    | Обсерваторія Ла-Сілья       | Ерік Вальтер Ельст                  |
| (16690) 1994 UR6            | 1994 UR6             | 28 жовтня 1994    | Обсерваторія Кітт-Пік       | Spacewatch                          |
| (16691) 1994 VS             | 1994 VS              | 3 листопада 1994  | Обсерваторія Оїдзумі        | Такао Кобаяші                       |
| (16692) 1994 VO1            | 1994 VO1             | 3 листопада 1994  | Обсерваторія Оїдзумі        | Такао Кобаяші                       |
| 16693 Моузлі (Moseley)      | 1994 YC2             | 26 грудня 1994    | Обсерваторія Сайдинг-Спрінг | Девід Ашер                          |
| (16694) 1995 AJ             | 1995 AJ              | 2 січня 1995      | Обсерваторія Оїдзумі        | Такао Кобаяші                       |
| (16695) 1995 AM             | 1995 AM              | 7 січня 1995      | Обсерваторія Кітт-Пік       | Spacewatch                          |
| (16696) 1995 BE7            | 1995 BE7             | 28 січня 1995     | Обсерваторія Кітт-Пік       | Spacewatch                          |
| (16697) 1995 CQ             | 1995 CQ              | 1 лютого 1995     | Обсерваторія Кійосато       | Сатору Отомо                        |
| (16698) 1995 CX             | 1995 CX              | 3 лютого 1995     | Обсерваторія Оїдзумі        | Такао Кобаяші                       |
| (16699) 1995 DC             | 1995 DC              | 20 лютого 1995    | Обсерваторія Оїдзумі        | Такао Кобаяші                       |
| 16700 Сейва (Seiwa)         | 1995 DZ              | 22 лютого 1995    | Обсерваторія Оїдзумі        | Такао Кобаяші                       |

| ← Астероїди 10001—20000 → |             |             |             |             |             |             |             |             |             |
| 10001—10100               | 11001—11100 | 12001—12100 | 13001—13100 | 14001—14100 | 15001—15100 | 16001—16100 | 17001—17100 | 18001—18100 | 19001—19100 |
| 10101—10200               | 11101—11200 | 12101—12200 | 13101—13200 | 14101—14200 | 15101—15200 | 16101—16200 | 17101—17200 | 18101—18200 | 19101—19200 |
| 10201—10300               | 11201—11300 | 12201—12300 | 13201—13300 | 14201—14300 | 15201—15300 | 16201—16300 | 17201—17300 | 18201—18300 | 19201—19300 |
| 10301—10400               | 11301—11400 | 12301—12400 | 13301—13400 | 14301—14400 | 15301—15400 | 16301—16400 | 17301—17400 | 18301—18400 | 19301—19400 |
| 10401—10500               | 11401—11500 | 12401—12500 | 13401—13500 | 14401—14500 | 15401—15500 | 16401—16500 | 17401—17500 | 18401—18500 | 19401—19500 |
| 10501—10600               | 11501—11600 | 12501—12600 | 13501—13600 | 14501—14600 | 15501—15600 | 16501—16600 | 17501—17600 | 18501—18600 | 19501—19600 |
| 10601—10700               | 11601—11700 | 12601—12700 | 13601—13700 | 14601—14700 | 15601—15700 | 16601—16700 | 17601—17700 | 18601—18700 | 19601—19700 |
| 10701—10800               | 11701—11800 | 12701—12800 | 13701—13800 | 14701—14800 | 15701—15800 | 16701—16800 | 17701—17800 | 18701—18800 | 19701—19800 |
| 10801—10900               | 11801—11900 | 12801—12900 | 13801—13900 | 14801—14900 | 15801—15900 | 16801—16900 | 17801—17900 | 18801—18900 | 19801—19900 |
| 10901—11000               | 11901—12000 | 12901—13000 | 13901—14000 | 14901—15000 | 15901—16000 | 16901—17000 | 17901—18000 | 18901—19000 | 19901—20000 |